# Stelis jamesonii
Stelis jamesonii är en orkidéart som beskrevs av John Lindley. Stelis jamesonii ingår i släktet Stelis och familjen orkidéer. Inga underarter finns listade i Catalogue of Life.